# 同儕壓力
同儕壓力是指對同儕團體成員的直接或間接影響。同儕團體更有可能影響一個人的信仰、價值觀和行為。一個團體或個人可能會受到鼓勵，並希望通過改變他們的態度、價值觀或行為以符合影響團體或個人的態度、價值觀或行為來跟隨他們的同齡人。對於受同輩壓力影響的個人，這可能對他們產生積極或消極的影響。
社會團體包括個人擁有“正式”成員身份的成員團體（例如政黨、工會、學校）和成員資格定義不明確的集團。然而，一個人不需要成為某個團體的成員或正在尋求成為某個團體的成員就會受到同儕壓力的影響。一個人可能在人群中，在許多小團體中，但仍然受到同輩壓力的影響。研究表明，組織和個人都容易受到同輩壓力的影響。例如，一個組織可能會根據當前趨勢做出決定，以獲得更多的喜愛或增加追隨者。
同輩壓力會影響所有種族、性別和年齡的人。研究人員經常研究同伴壓力對兒童和青少年的影響，在流行的話語中，“同伴壓力”一詞最常用於指代這些年齡組。重要的是要了解，對於青春期的孩子來說，他們面臨著尋找自己的身份認同。社會心理學家愛利克·艾瑞克森表示，身份認同面臨角色混淆，換句話說，這些孩子正在努力尋找歸屬感，最容易受到同伴壓力作為一種被接納之形式。對於兒童，最常研究的主題是他們的獨立決策能力。對於青少年，同伴壓力與性交和藥物濫用的關係已得到大量研究。同輩壓力可以通過面對面的互動和數位化互動來體驗。社交媒體為青少年和成年人提供了每天灌輸和/或體驗壓力的機會。
社會網路研究考察了社會群體成員之間的聯繫，包括他們對社交媒體的使用，以更好地理解信息共享和同伴認可等機制。制裁的範圍可以從暗示不贊成的微妙眼神到威脅和身體暴力。同伴制裁可能會增強積極或消極的行為。同儕制裁是否會產生影響在很大程度上取決於成員的期望和實際可能實施的制裁。它還可能取決於一個人在社會網絡中的位置。那些在社會網絡中處於更中心地位的人似乎更願意合作，這可能是網絡形成方式的結果。然而，這是雙向的，因此他們也更有可能參與消極行為。這可能是由於他們在網絡中反復經歷的社會壓力造成的。
使用酒精或藥物會增加任何人屈服於同伴壓力的機會。物質使用會損害判斷力並影響做出正確決定的能力。

## 應對技巧
- 聽從直覺：直覺決策幫助自力更生和更多地了解自己。
- 針對可能之壓力情境事先推演，並獲取一些因應技巧。
- 在情況危急時毫不猶豫地尋求可靠協助。[5]
- 主動與人傾訴，分擔煩惱。
- 學會適當地表達情緒。
- 多參與群體活動，擴闊生活圈子及增強社交技巧。

## 青少年同儕壓力管理
孩童和青少年經常屈服於同儕壓力，因為想要融入人群，想要被認可和接納，並擔心如果不與群體和諧相處，可能會被排斥或欺凌。有關可能徵兆包含情緒、行為、飲食或睡眠方式等發生變化。一些情緒和行為的變化在青春期前後是正常的。但是，若情緒低落超過 2 週，或者妨礙了通常喜歡的事情，可能需要心理健康方面的支持。
警告標誌包括：
- 情緒低落、流淚或感到絕望
- 不常見的攻擊性或反社會行為
- 行為突然改變，通常沒有明顯原因
- 難以入睡、嗜睡或早醒
- 食慾不振或暴飲暴食
- 不願上學
- 退出過去喜歡的活動
- 關於想要放棄或生活不值得過的陳述（如表達輕生意向或自暴自棄等）

### 信心
信心可以幫助青少年抵制消極的同伴影響。自信的青少年可以做出安全、明智的決定，並避免不適合他們的人和情況。嘗試新事物並在遇到困難時繼續，有助於建立信心。來自他人的肯定也會有顯著助益。自我感覺良好的孩童不易受同伴壓力影響。

### 自我同情心
自我同情心，亦即善待關照自己的身心，可以幫助處理與有關的壓力和焦慮。與撫養照顧者建立積極的關係可以幫助孩童感到被愛、被接受和安全，與自我同情有重要關聯。

### 溝通渠道之暢通
溝通渠道之暢通有助於當事人感受到有協助或傾訴之對象。不帶評判地談論和傾聽有助於溝通渠道之暢通。對於行為內容而非人之客觀討論使溝通焦點專注於客觀之現象。開放和誠實的溝通促進當事人更願意尋求協助。

### 廣泛的社交網絡與友誼
各種場合所建立之友誼，包括運動、家庭活動或俱樂部等，使得人們有很多選擇和支持來源。擁有朋友並感受到與團體的聯繫，使人產生歸屬感和被重視的感覺，有助於建立自信。友誼還可以幫助學習重要社交和情感技能，例如對他人的想法、感受和幸福保持敏感。

### 自主權
青少年在個人外顯特徵之群體方面傾向，可能會幫助其感受到與同儕之聯繫。一定的自主權可以減少青少年做出具更大風險之行為的機會。